# Monument a Maisonnave

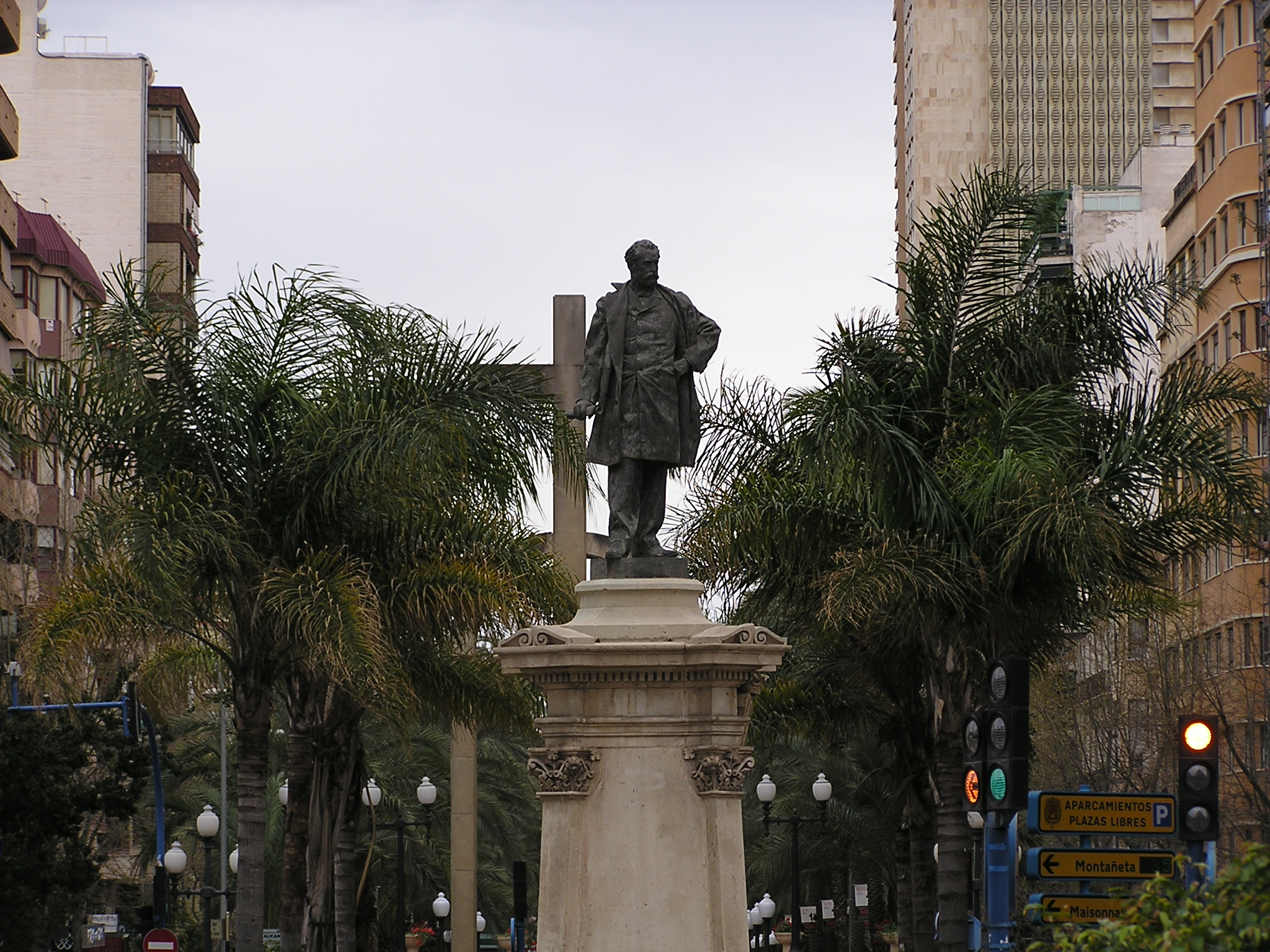
Monument a Maisonnave, obra de Vicente Bañuls

El monument a Eleuterio Maisonnave Cutayar se situa a l'avinguda Maisonnave, a Alacant, País Valencià. Representa Eleuterio Maisonnave, qui va ser el primer alcalde d'Alacant triat per sufragi universal (masculí), així com ministre de la Governació durant la Primera República Espanyola i fundador de la primera caixa d'estalvis de la ciutat d'Alacant.
Consta d'una estàtua exempta en bronze fos, obra de l'escultor alacantí Vicente Bañuls, i d'un pedestal de pedra polida, obra de José Guardiola Picó. Va ser inaugurat en 1895. Originalment va ser instal·lat en un lloc proper al que ocupa actualment, encara que posteriorment va ser traslladat a la plaça de Calvo Sotelo.